# Kakashi Hatake
Kakashi Hatake (はたけ カカシ?, Hatake Kakashi) è un personaggio immaginario della serie manga ed anime Naruto, scritto e disegnato dal mangaka Masashi Kishimoto. Il cognome del personaggio (Hatake, はたけ) significa letteralmente "campo coltivato", mentre il nome (Kakashi, カカシ) spaventapasseri.
Soprannominato Kakashi il Ninja Copiatore (コピー忍者のカカシ?,  Kopī Ninja no Kakashi) e Kakashi dello Sharingan (写輪眼のカカシ?, Sharingan no Kakashi), è il maestro del protagonista e dei suoi compagni ed è stato a sua volta allievo del padre di quest'ultimo, il Quarto Hokage Minato Namikaze.
Diverse riviste specializzate in anime e manga hanno espresso critiche positive sul personaggio apprezzando la sua personalità e il suo sviluppo durante la serie. Kakashi è molto popolare; T.H.E.M. Anime Reviews ha rivelato che la serie potrebbe essere rinominata proprio "Kakashi". In Giappone e nel resto del mondo, Kakashi è un personaggio estremamente popolare soprattutto nelle classifiche di preferenza pubblicate da Shōnen Jump, ma anche in vari sondaggi. Nel 2023, si è classificato come il quinto personaggio più popolare del franchise.
Kishimoto ha rivelato che se egli dovesse creare una storia supplementare con un personaggio con caratteristiche differenti, sceglierebbe Kakashi.

## Il personaggio

### Creazione e sviluppo
Durante la scelta del cognome,   "Hatake" che, nella traduzione letterale in italiano, è "campo coltivato", mentre per quanto riguarda il nome, l'autore scelse "Kakashi" ovvero spaventapasseri. A volte nel manga compaiono proprio alcuni spaventapasseri, ad esempio nello scontro tra Kakashi e il team 7 e sulla copertina del terzo volume. Kishimoto ha affermato che in origine il nome del personaggio doveva essere "Enoki", poi scartato in favore del nome finale..
Masashi Kishimoto aveva pensato di inserire un breve cameo di Kakashi nel secondo capitolo del manga ma, dopo aver parlato con il suo editore, decise di inserirlo nel terzo. Nella storia scartata, Naruto tornava a casa e incontrava per la prima volta Kakashi sulla soglia della sua porta. Questo Kakashi ideato da Kishimoto manteneva tutti gli aspetti dell'originale perfezionato in seguito, ma era molto provocatorio e sinistro.

### La maschera
Kakashi indossa sempre una maschera che gli copre il volto fin sopra il naso. Ciononostante pare che sia molto attraente, tanto che nelle poche occasioni in cui sia stato visto senza la maschera molte persone sono restate ammaliate dalla bellezza del suo viso. Durante un episodio filler della prima stagione Naruto, Sasuke e Sakura fanno di tutto per levargliela ma alla fine, quando ci riusciranno, rimarranno delusi nello scoprire che sotto di essa ve n'è un'altra identica. Portando il coprifronte di sbieco in modo da coprire l'occhio sinistro (quello con lo Sharingan), del volto di Kakashi normalmente rimane visibile solo l'occhio destro e poco altro.
Il volto di Kakashi è spesso un oggetto di discussione di numerosi omake di Masashi Kishimoto; in uno di questi i cani evocati dal ninja tentano di ricordare il suo volto ma si rendono conto che ognuno ricorda una versione differente. Il 25 aprile 2015, giorno in cui viene aperta a Tokyo la mostra su Naruto, Kishimoto in un databook aggiuntivo alla mostra svela la vera faccia di Kakashi, la quale non ha alcun difetto fisico ma anzi risulta molto affascinante, con un piccolo neo sulla parte sinistra del mento. Compare nuovamente senza maschera in un episodio filler verso la fine di Naruto Shippuden.

### Personalità
Da bambino, Kakashi iniziò a seguire rigidamente i precetti ninja, in particolare quello secondo cui il successo della missione viene prima della salvezza dei compagni di squadra ed il rispetto di tutte le regole: in quel periodo si dimostra arrogante e presuntuoso, trattando spesso con sufficienza coloro che non reputa all'altezza delle sue capacità, siano essi suoi pari che superiori. Dalla presunta morte dell'amico Obito, avvenuta durante una missione, Kakashi cambiò, diventando più simile a quest'ultimo sotto alcuni aspetti, soprattutto considerando di più il lavoro di squadra, motivo per il quale sottopone i suoi allievi al test dei campanelli. Il nuovo Kakashi mostra un carattere positivo, allegro e solare, ma nonostante questo cambiamento rimane sempre un tipo piuttosto solitario e riservato; nonostante le sue imprese lo abbiano reso uno degli shinobi più conosciuti nel mondo ninja, non sembra mai avere quei segni di arroganza che lo contraddistinguevano in gioventù, dimostrandosi al contrario estremamente modesto in molte occasioni. La sua calma e la sua compostezza lo aiutano molto in battaglia, soprattutto quando si tratta di situazioni terribili, come nello scontro con Zabuza. Inoltre, Kakashi afferma che tutte le persone a lui care sono morte. Ciò che conosciamo della sua vita privata è che trascorre parte del suo tempo a far visita al monumento dei caduti del Villaggio della Foglia, dove sono incisi i nomi dei suoi compagni Rin e Obito. Benché a prima vista possa essere tacciato come una persona superficiale o menefreghista (sia per l'essere un ritardatario cronico, sia per l'atteggiamento assorto e disinteressato che talvolta assume in risposta ai discorsi altrui), si è dimostrato in molte occasioni una persona responsabile e matura se invischiato in questioni di vitale importanza, come accadde dopo la morte di Danzo: pur non amando la posizione di Hokage, si era dichiarato disposto ad assumerla se non fossero stati scelti altri nominativi validi.
Kakashi ha una rivalità con l'amico Gai Maito, ma a differenza di quest'ultimo non ha quasi mai voglia di affrontare le sfide del compagno. Cerca infatti di evitarle ignorandolo o semplicemente rifiutandosi di partecipare. Finora le sfide tra i due sono 101 (50 vittorie per Gai e 51 per Kakashi). Le prove scelte da Kakashi sono sempre banali e veloci da fare, tra queste vi è la morra cinese e la corsa; Gai va invece molto orgoglioso di ognuna di queste vittorie.
Kakashi ha molti hobby, come lui stesso afferma nel quarto capitolo del manga. Ma tra tutti i suoi passatempi, quello preferito dal personaggio è certo la lettura della serie Il paradiso della pomiciata, un libro per adulti scritto da Jiraiya, un bestseller nel mondo di Naruto. Kakashi lo legge principalmente mentre si sta allenando o mentre parla con i suoi allievi. Più avanti nella serie legge i sequel La violenza della pomiciata e Le tattiche della pomiciata. Quest'ultimo gli viene regalato da Naruto al ritorno dagli allenamenti con Jiraiya.

## Storia
L'infanzia di Kakashi viene mostrata in una serie di sei capitoli denominati La storia di Kakashi (Kakashi Gaiden) che dividono la storia tra la prima e la seconda serie del manga. Kakashi è il figlio di Sakumo Hatake e allievo del Quarto Hokage insieme ad Obito Uchiha e Rin Nohara. Dopo la morte di suo padre, Kakashi iniziò a seguire rigidamente i precetti ninja, in particolare quello secondo cui il successo della missione viene prima della salvezza dei compagni di squadra e il rispetto di tutte le regole. Durante la Terza Grande Guerra dei Ninja, Kakashi conduce una missione per distruggere un ponte nemico, in modo da favorire la vittoria del Villaggio della Foglia. Quando Rin viene catturata dai nemici, Kakashi, inizialmente, decide di proseguire la missione, ma poi, grazie alle parole di Obito, decide di accorrere in aiuto dell'amica. Durante lo scontro con i nemici, Kakashi perde l'occhio sinistro e Obito viene sepolto per metà da una roccia durante il crollo della grotta dove risiedevano i ninja nemici. Prima di morire, Obito decide di donare il suo Sharingan a Kakashi e lo esorta a completare la missione. Kakashi fugge con Rin e, insieme al capitano Minato, riescono a distruggere il ponte completando la missione.
Pochi mesi dopo tale avvenimento, Rin viene rapita da alcuni ninja del Villaggio della Nebbia, che sigillano in lei la Tartaruga a tre code; Kakashi la salva e scappa con lei, venendo inseguiti da alcuni shinobi il cui piano era proprio far sì che Kakashi la portasse al villaggio per far scatenare il Tricoda, facendo così morire Rin e distruggere Konoha dall'interno. Consapevole di questo, la ragazza, per salvare il villaggio, si fa uccidere da Kakashi, frapponendosi tra quest'ultimo e uno shinobi della Nebbia. In seguito a questo avvenimento Kakashi sviluppa lo Sharingan Ipnotico, che imparerà a padroneggiare solo anni dopo. Poco dopo la fine della guerra, quando la Volpe a Nove Code attaccò Konoha, Kakashi e il resto dei suoi compagni si vedono vietati dal partecipare alla difesa del Villaggio dal padre di Kurenai e da altri shinobi più anziani. Negli anni a venire, Kakashi divenne famoso in tutti i Cinque Grandi Paesi Ninja per il suo uso prolungato dello Sharingan, conferendogli la reputazione di "l'uomo che ha copiato più di mille tecniche", da cui il suo soprannome. Kakashi si unì anche agli ANBU, anche come mentore di Yamato. Durante i suoi giorni da ANBU, Kakashi addestrò otto cani ninja, che lo aiuteranno in svariate occasioni. Lasciò gli ANBU a causa dell'Hokage che riteneva che non erano adatti a lui, tuttavia mantenne contatti molto forti con le Forze Speciali. In seguito divenne un maestro, e testò molti genin. Come il Terzo Hokage disse a Iruka, Kakashi non ne promosse mai uno a causa della loro incapacità di lavorare in gruppo.
Kakashi viene scelto come capitano del Team 7, composto da Naruto Uzumaki, Sasuke Uchiha e Sakura Haruno. Dopo essersi presentato, Kakashi sottopone un test ai tre Genin che riescono a superarlo dopo molte difficoltà.
Così il gruppo inizia delle missioni semplici di livello D come ogni squadra di Genin, ma a causa delle lamentele di Naruto, il gruppo riceve la prima missione di livello C che consiste nel proteggere Tazuna, un costruttore di ponti. La missione, tuttavia, si rivela di rango B, poiché Tazuna è perseguitato da alcuni ninja traditori del Villaggio della Nebbia che intendono ucciderlo per il loro capo, Gatoo. Kakashi, nonostante questa rivelazione, decide di continuare la missione e, una volta giunto nel Paese delle Onde, il gruppo incontra lo spadaccino della Nebbia Zabuza Momochi, possessore della Spada Taglia Teste, con cui Kakashi inizia un duro combattimento. Alla fine, Kakashi riesce a sconfiggere Zabuza, ma quest'ultimo viene salvato dall'intervento di Haku. Riprese le forze a causa dello sforzo fatto usando il suo Sharingan nel precedente scontro, Kakashi affronta per la seconda volta Zabuza, riuscendo nello scontro ad individuarlo e a immobilizzargli le braccia, affinché non possa più utilizzare la sua pericolosa mannaia.
Kakashi, insieme al resto del gruppo, ritorna al villaggio e iscrive i suoi allievi agli esami di selezione dei Chunin. Assiste i suoi allievi solo a partire dalla terza prova, nella quale sigilla il segno maledetto di Sasuke. Successivamente protegge quest'ultimo da Kabuto Yakushi, l'assistente e il braccio destro di Orochimaru. Successivamente allena Sasuke in occasione dell'ultima prova, insegnandogli ad utilizzare il Mille Falchi.
Durante l'attacco del villaggio da parte di Orochimaru, Kakashi affronta alcuni ninja del Suono con l'aiuto di Gai Maito, ma non riesce a catturare Kabuto che sparisce sotto i suoi occhi.
In seguito, dopo la morte del Terzo Hokage per mano di Orochimaru, Kakashi affronta Itachi Uchiha per impedirgli di trovare Naruto, ma viene sconfitto facilmente dall'Uchiha che utilizza il suo Sharingan Ipnotico. In seguito, Kakashi viene salvato dall'intervento dei rinforzi della Foglia, ma lo scontro non prosegue in quanto Itachi, così come Kisame, decide di raggiungere Naruto che nel frattempo sta per partire con Jiraiya alla ricerca di Tsunade. Kakashi rimane in coma per un certo periodo, per poi essere guarito da Tsunade. Quando Sasuke tenta di abbandonare la Foglia per unirsi ad Orochimaru, Kakashi non riesce a fermare l'allievo. Da quel momento, Kakashi è oppresso dal senso di colpa per non aver fermato Sasuke.
Dopo il ritorno di Naruto al villaggio, Kakashi decide di mettere alla prova l'allievo insieme a Sakura. I due ragazzi, nonostante si ritrovino in difficoltà, riescono a superare il test approfittando della debolezza del maestro riguardo alle tattiche della pomiciata. Successivamente il gruppo parte per il villaggio della Sabbia per salvare Gaara dai membri dell'Organizzazione Alba. Durante lo scontro con Deidara, Kakashi utilizza il suo Sharingan Ipnotico per salvare gli altri membri del gruppo da un'esplosione causata dal membro di Alba. Dopodiché, il gruppo riesce a salvare Gaara. Tuttavia, alla fine della missione, Kakashi è costretto a letto per più di 10 giorni, a causa dell'eccessivo utilizzo dello Sharingan Ipnotico e, così, lascia momentaneamente il posto di capitano di squadra a Yamato, mentre il posto di Sasuke viene preso da Sai.
In seguito aiuta Naruto durante l'allenamento per completare il Rasengan. Dopo la morte dell'amico Asuma Sarutobi, Kakashi si unisce a Shikamaru Nara, Choji Akimichi e Ino Yamanaka e affronta Kakuzu, riuscendo a distruggere due dei cinque cuori del membro di Alba venendo infine salvato dall'arrivo del team Yamato. Alla fine dello scontro, Kakashi dà il colpo di grazia a Kakuzu, sconfitto mortalmente dal Rasen-Shuriken di Naruto.
In seguito, Kakashi parte con Naruto, Sakura e altri ninja della Foglia alla ricerca di Sasuke, ma, quando si trova solo un passo dal ritrovamento dell'allievo, viene fermato da Tobi, con cui ingaggia un breve combattimento.
Durante l'attacco di Pain al Villaggio della Foglia Kakashi affronta il Deva Pain venendo salvato dall'arrivo di Choza Akimichi e di suo figlio che verranno poi sconfitti. Alla fine Kakashi muore per salvare Choji durante lo scontro con uno dei sei corpi di Pain. Mentre si trovava tra la vita e la morte, Kakashi aveva avuto una conversazione con suo padre Sakumo, il quale, dopo essere stato perdonato dal figlio, decise di "proseguire", per andare finalmente a riabbracciare sua moglie. Kakashi verrà poi riportato in vita assieme a tutti gli abitanti uccisi durante l'attacco.
Mentre nel Paese del Ferro si svolgeva l'assemblea dei kage, Kakashi viene inizialmente considerato come un possibile successore di Tsunade al titolo di Sesto Hokage, ma al suo posto il consiglio del Daimyo sceglie Danzo. Kakashi parte con Yamato e Naruto per chiedere al Raikage di perdonare Sasuke e di non ucciderlo, ma inutilmente. In seguito, Kakashi scopre grazie ad un clone di Sai, che Sakura vuole andare ad uccidere Sasuke da sola. e, contemporaneamente, che il consiglio dei Kage ha nominato lui Sesto Hokage a causa del tradimento di Danzo durante il summit. Kakashi decide di accettare, seppur controvoglia. Successivamente decide di partire per trovare Sakura insieme ad un clone di Sai e ordina a Yamato di condurre Naruto al villaggio. Giunto appena in tempo sul campo di battaglia per salvare Sakura da morte certa, Kakashi inizia uno scontro con Sasuke, tentando di redimerlo, seppur inutilmente.
Dopo la fuga di Sasuke, Kakashi ritorna al villaggio dove viene scelto come nuovo Sesto Hokage (dato che Danzo non aveva avuto il consenso dai jonin, quindi era un candidato, ed inoltre era stato ucciso nello scontro con Sasuke), ma all'ultimo momento, prima della nomina, il daimyo riceve la notizia della guarigione e risveglio di Tsunade.
Dopo che Tobi annuncia l'inizio della quarta guerra mondiale dei ninja, viene decisa un'alleanza tra le cinque grandi nazioni e i samurai del Paese del Ferro, per cui viene creato un unico grande esercito comune e Kakashi viene insignito del titolo di generale della terza divisione (reparto combattimento a media-corta distanza). La sua squadra combatte così contro la vecchia generazione degli Spadaccini della Nebbia, riportata in vita da Kabuto: in questo frangente Kakashi riesce a sconfiggere ancora una volta Zabuza, impadronendosi della sua Mannaia Decapitatrice. Dopodiché, assieme a Gai, salverà Naruto e Killer Bee da fine certa contro Tobi, ed inizierà ad affrontare le forze portanti da lui evocate. Queste saranno poi sconfitte da Naruto, liberandole dai sigilli che le tenevano imprigionate a Tobi.
Successivamente comincia, insieme a Naruto, Gai, e Killer Bee, un violento scontro con Tobi, durante il quale Kakashi riesce a capire il segreto della sua tecnica, e, dopo un'azione combinata tra lui e Naruto, quest'ultimo riesce a rompergli la maschera con il Rasengan, mostrando la vera identità di Tobi, ovvero Obito. Kakashi subisce uno shock tremendo, e cercando di capire come sia possibile che il compagno sia ancora vivo, cerca di farlo redimere, ma senza riuscirci. Obito, rendendosi conto della pericolosità del Ninja - copia, ingaggia uno scontro con lui all'interno dell'altra dimensione per poterlo isolare dal campo di battaglia e allontanarlo dal mostro. Obito verrà sconfitto dall'ex compagno di squadra e, ormai in fin di vita, decide di teletrasportarsi fuori dalla dimensione e scappare prima che Kakashi gli dia il colpo di grazia. Tornato sul capo di battaglia, tenta nuovamente di uccidere Obito, ormai in fin di vita dopo l'estrazione dei cercoteri, ma viene fermato dal loro ex-maestro Minato, che persuade il copia ninja a non uccidere Obito.
Durante il periodo in cui a Naruto viene estratta la Volpe a Nove Code da Madara, collabora con Obito, per cercare di estrarre da Madara la parte Yin della Volpe. Durante la battaglia perderà lo sharingan per mano di Madara e riacquisterà il suo occhio sinistro perso anni prima grazie a Naruto che ha acquisito il Potere Yang ovvero la modalità eremita delle sei vie.
In seguito Madara attiva lo Tsukuyomi infinito, intrappolando tutto il mondo in illusione, ma il Team 7 riesce a salvarsi grazie al Potete Yin ovvero il Rinnengan di Sasuke. Obito controllato dallo Zetsu Nero attacca poi Madara alle spalle, rivelandogli di essere in realtà la volontà della principessa Kaguya, la madre dell'Eremita delle Sei Vie. Dopo la morte di Obito per mano di Kaguya, riceverà dal defunto amico entrambi gli Sharingan e salverà Sakura dall'attacco di Kaguya, usando il Susanoo, raggiungendo la forma perfetta nonostante non possieda lo Sharingan Ipnotico Eterno grazie al potere del dieci code di cui Obito precedentemente aveva ottenuto tutto il poter avendolo assorbito. Grazie ai nuovi poteri Kakashi aiuta Sasuke, Naruto e Sakura a proseguire la lotta, aiutando significativamente i primi due a sigillare la donna. Una volta sconfitto il nemico, il potere di Obito lascia il corpo di Kakashi, così da poter finalmente trovare la pace nell'aldilà insieme a Rin. Kakashi in questo modo perde per sempre lo sharingan. Raggiungerà poi Naruto e Sasuke nella Valle della Fine, dove, a scontro finito, troverà i suoi due allievi stremati al suolo e senza un braccio ciascuno, e, assieme a Sakura, soccorrerà i due. In seguito allo scontro fra Naruto e Sasuke, Kakashi subentra a Tsunade venendo nominato sesto Hokage.
Qualche anno dopo la fine della guerra decide di abdicare e lasciare il suo posto a Naruto, che sarà nominato settimo Hokage.

## Capacità ninja

Lo Sharingan ipnotico di Obito Uchiha e Kakashi

Ritenuto un genio sin da bambino, Kakashi viene considerato il più forte fra tutti i Jonin di Konoha: le sue abilità, la sua intelligenza e la sua esperienza lo rendono infatti un ninja estremamente pericoloso e temibile, capace di affrontare ogni situazione. Ha una corporatura media e atletica, con un'altezza di 1,81 m e un peso di 74 kg.
La sua tecnica più potente, peraltro di sua stessa invenzione, è il Mille Falchi, un accumulo di chakra trasformato in elettricità sul palmo della mano che può trafiggere il nemico con un colpo solo. Nonostante la grande potenza, tuttavia, essendo una tecnica da eseguire a velocità elevatissima se non si possiede lo Sharingan è molto difficile colpire il nemico, in quanto non si può prevedere un eventuale contrattacco; come rivela a Naruto, Kakashi ha inventato il Mille Falchi perché non ha saputo infondere la propria alterazione delle proprietà del chakra nel Rasengan.

Kakashi può inoltre utilizzare la Tecnica del richiamo per evocare otto cani ninja (忍犬?, Ninken), utili sia per attaccare che per scovare il nemico ma anche per inviare informazioni; il più utilizzato fra gli otto cani è Pakkun.
Anche prima che fosse scelto come Sesto Hokage Kakashi è stato considerato per molto tempo un ottimo candidato al ruolo di capo-villaggio per via della sua fama (basti pensare che viene riconosciuto da ogni avversario che affronta, come nello scontro con Kakuzu e Hidan), alimentata dalla sua forza e dal fatto di essere stato allievo del Quarto Hokage nonché il figlio del temutissimo "Zanna bianca della Foglia" Sakumo Hatake.

### Lo Sharingan
Kakashi ha ottenuto lo Sharingan durante la Terza guerra ninja: da allora lo ha utilizzato per copiare più di mille tecniche, secondo la leggenda, e infatti è divenuto noto come "il ninja copia" e "Kakashi dello Sharingan". Poiché tuttavia non fa parte del clan Uchiha non può disattivarlo e infatti, per non sprecare energie quando non lo utilizza, lo tiene coperto col copri-fronte.
Nella seconda parte della storia risveglia lo Sharingan ipnotico, sebbene Obito lo avesse attivato molto tempo prima: la sua tecnica peculiare è il Kamui (神威? letteralmente "Potere degli Dei"), con cui può trasportare parti del corpo o oggetti in un'altra dimensione. Non appartenendo al clan Uchiha, tuttavia, il suo corpo non è in grado di reggere un uso prolungato di questo occhio e infatti, nello scontro con Pain, Kakashi perde la vita proprio per questo motivo.
Nelle battute finali della Quarta guerra ninja Madara Uchiha ruba lo Sharingan di Kakashi, che però lo riacquista in entrambi gli occhi quando il chakra del defunto Obito trasmigra nel suo corpo: in questa occasione ottiene un potere eccezionale, che gli consente persino di utilizzare il Susano'o, ma terminato l'effetto il ninja perde lo Sharingan per sempre.

## Doppiaggio
Nella versione originale giapponese, Kakashi è doppiato in tutti i media da Kazuhiko Inoue da adulto, e da Mutsumi Tamura da ragazzo.
In italiano, invece, il personaggio è doppiato da Andrea Oldani quando è bambino, mentre da adulto ha la voce di Claudio Moneta in tutte le sue apparizioni, ad eccezione degli episodi dal 72 al 104 di Naruto Shippuden in cui, essendo stato coinvolto in un incidente stradale, è sostituito dal collega Gianluca Iacono.

## Altri media
Kakashi è uno dei personaggi più presenti in Naruto, sia nel manga e nell'anime. Appare in molti film, sempre in compagnia dei suoi allievi. Nel primo film, Kakashi si reca con il suo team al Villaggio della Neve per sconfiggere Dotou. Durante la missione, Kakashi si ritrova a fronteggiare Nadare Rouga, il quale viene da lui sconfitto. Nel terzo film, Kakashi partecipa ad una missione in compagnia di Naruto, Sakura e Rock Lee in cui si scontra con gli uomini di Shabadaba, l'usurpatore del Villaggio della Luna. Kakashi è presente anche nei film di Naruto Shippuden: nel primo film di Naruto Shippuden affronta i nemici del nemico di turno e nei successivi si ritrova a combattere i ninja del Paese del Cielo comandati da Shinno e poi Hiruko, il quale tenta di prendere possesso del suo Sharingan. Nel film Naruto Shippuden - La torre perduta, si vede Kakashi da piccolo in una missione in compagnia di Minato Namikaze, Shibi Aburame, Chōza Akimichi. Kakashi è presente anche in numerosi OAV, insieme a Naruto e Konohamaru Sarutobi e altri personaggi.
Kakashi appare anche in molti videogame tra i quali la serie di Naruto: Clash of Ninja e la serie di Naruto: Ultimate Ninja. Compare anche nel videogioco crossover Jump Force.
In alcuni è anche possibile utilizzare Kakashi in modalità ANBU e con l'aspetto in Kakashi Gaiden.